# Simon Camatta
Simon Camatta (* 1976 in Essen) ist ein deutscher Jazz-und Improvisationsmusiker (Schlagzeug).

## Leben und Wirken
Camattas Vater war Musiker und hatte eine große Plattensammlung. Mit elf Jahren bekam er sein erstes Schlagzeug zu Weihnachten. Er studierte Jazz an der Folkwang Hochschule Essen.
Camatta arbeitete mit Jürgen Dahmen, DJ Rafik, DJ Illvibe, Ingrid Laubrock, Robert Landfermann, Simon Nabatov, Charlotte Hug, Matthias Müller, Nils Ostendorf, Joëlle Léandre, Erhard Hirt, Gunda Gottschalk, Tetsu Saitoh, John Butcher, Fred Lonberg-Holm (Duoalbum Crazy Notions), Paul Hubweber, Nguyên Lê oder Uri Caine. In seinem Quartett Camatta Monk mit dem Trompeter Flavio Zanuttini, dem Tenorsaxophonisten Julius Gabriel und dem Baritonsaxophonisten Florian Walter bearbeitet er Kompositionen von Thelonious Monk. Mit dem Holzbläser Georg Wissel und dem Kontrabassisten Achim Tang betreibt er das Trio The Wisseltangcamatta (Album Movements bei Creative Sources). Mit Fred Lonberg-Holm und Farida Amadou entstand das Album Indelible Spine (2020). Im Trio mit Peter Eisold und Karl Friedrich Degenhardt veröffentlichte er 2021 das Album Luxus Fluxus (Music for Percussion and Electronics).
Weiterhin gehört er zu The Dorf, mit denen er auch auf dem Moers Festival auftrat und diverse Alben entstanden sind. Außerdem spielt er bei Handsome Couple, Supet Jazz Sandwich und in diversen Improvisationsprojekten wie Knu oder Das Große Ding, an verschiedenen Theatern, mit diversen Tanzkompanien und tritt auch solo auf (Soloalbum Me auf gligg records 2013).